# Amédée de Laborde-Noguez
 (décembre 2023).
Si vous disposez d'ouvrages ou d'articles de référence ou si vous connaissez des sites web de qualité traitant du thème abordé ici, merci de compléter l'article en donnant les références utiles à sa vérifiabilité et en les liant à la section « Notes et références ».
Ne doit pas être confondu avec Jean de Laborde-Noguez.
Pour les articles homonymes, voir Familles de Laborde.
Amédée de Laborde-Noguez est un homme politique français né le 21 août 1823 à Bayonne (Pyrénées-Atlantiques) et mort le 23 février 1910 à Ustaritz (Pyrénées-Atlantiques).

## Biographie
Maire d'Ustaritz, conseiller général dans le canton d'Ustaritz, il est député des Basses-Pyrénées de 1885 à 1889, siégeant à droite avec les monarchistes. 